# Cryptoblabini
A Cryptoblabini a valódi lepkék közül a fényiloncafélék (Pyralidae) családjában a karcsúmolyok (Phycitinae) alcsaládjának egyik nemzetsége.

## Származásuk, elterjedésük
A fajok többsége trópusi. Európából a névadó Cryptoblabes (Zeller, 1848) nem két faja ismert Ezek egyike, az égerlápi karcsúmoly (Cryptoblabes bistriga Haworth, 1811) Magyarország égerlápjain sem ritka (Fazekas, 2001; Pastorális, 2011; Pastorális & Szeőke, 2011)